# Kościół Sant’Aponal
Kościół Sant’Aponal (nazwa w języku weneckim, wł. chiesa di Sant’Apollinare, pl. kościół św. Apolinarego) – rzymskokatolicki kościół w Wenecji, w dzielnicy (sestiere) San Polo. Administracyjnie należy do Patriarchatu Wenecji. Jest kościołem filialnym w parafii San Silvestro I Papa, wchodzącej w skład dekanatu San Polo – Santa Croce – Dorsoduro. Został ufundowany w XI wieku przez pochodzące z Rawenny rody Scevola (lub Sciacola) i Rampani otrzymując wezwanie św. Apolinarego, patrona rodzinnego miasta swych fundatorów. Jego obecny wygląd jest efektem XV-wiecznej przebudowy. Od 1984 roku zdesakralizowany, pełni funkcję archiwum weneckiego urzędu stanu cywilnego.

## Historia

### XI–XVIII w.
Kościół został ufundowany w 1034 roku przez rody Scevola (lub Sciacola) i Rampani otrzymując wezwanie św. Apolinarego, patrona rodzinnego miasta swych fundatorów (znanego w wersji weneckiej jako Sant’Aponal). Pierwsze zapisy na jego temat pochodzą z dokumentów z 1060 roku. Kościół szybko uzyskał uprawnienia kościoła parafialnego. Jednak w 1212 roku Sykard, biskup Cremony i nuncjusz papieski w Wenecji przekazał go, z powodu złego zarządzania, patriarsze Grado, pod którego jurysdykcją pozostawał on przez pewien okres. W 1261 roku w kościele została założona Scuola di San Giovanni Evangelista.
Obecny kościół jest efektem przebudowy z 1407 roku. W 1583 roku został ponownie odrestaurowany, a jego wnętrze przebudowano montując płaski, kasetonowy strop. W lipcu 1630 roku został konsekrowany przez patriarchę Giovanniego Tiepolo. W 1791 roku kościół ponownie odrestaurowano.

### XIX w.
W latach 1400–1807 miał status kolegiaty, zarządzanej przez kapitułę złożoną z trzech kapłanów tytularnych, diakona i subdiakona, którzy pierwotnie wspólnie zarządzali majątkiem, dzieląc obowiązki związane z opieką duszpasterską i sprawowaniem liturgii. Na mocy dekretu napoleońskiego Królestwa Włoch z 5 czerwca 1805 roku (oraz kolejnych dekretów) zainicjowano w Wenecji proces kasat i przekształceń kościołów i klasztorów oraz zmian granic parafii. W 1810 roku kościół stracił status kościoła parafialnego. Francuzi pozbawili go dzieł sztuki i wyposażenia. Teren jego parafii został włączony do parafii San Silvestro I papa. Kościół pełnił między innymi funkcję: schroniska dla ubogich, więzienia dla więźniów politycznych, składu węglowego i sklepu. W tym czasie jego fasadę przepruto czterema prostokątnymi oknami. Później został sprzedany na aukcji Angelowi Vianello. Ten w 1840 roku odsprzedał kościół pewnemu bractwu, które po przeprowadzeniu niezbędnych prac konserwatorskich, w czerwcu 1851 roku ponownie przywróciło go do funkcji sakralnych. Zwróconych wówczas zostało pięć z ośmiu zabranych wcześniej ołtarzy. Ołtarz główny z obrazem Męczeństwo św. Apolinarego pędzla Lattanzia Quereny został tu przeniesiony z kościoła Santa Giustina w Castello, który przekształcono w szkołę. Wkrótce potem nadano kościołowi status oratorium, podporządkowując je parafii San Silvestro I papa. Po śmierci ostatniego współbrata oratorium stało się własnością fabriccerii San Silvestro.

### XX w.
W 1929 roku kościół został odrestaurowany. W 1984 roku został zamknięty i przeznaczony na archiwum weneckiego urzędu stanu cywilnego.

## Architektura

### Fasada
Kościół ma widoczną tylko fasadę i apsydę, jego boki natomiast są wtopione w zabudowę miejską; domy położone wzdłuż ściany północnej zostały zbudowane na terenie średniowiecznego portyku. Piętnastowieczna, gotycka fasada jest podzielona na trzy części przez pilastry i zwieńczona pięcioma edykułami. Ścianę fasady zdobi duży, marmurowy krucyfiks z końca XIV wieku, wykuty z kamienia istryjskiego. Pod nim znajduje się okrągłe okno, a niżej – płaskorzeźba z początku XVI wieku, przedstawiająca Madonnę z Dzieciątkiem na Tronie. Jeszcze niżej, nad portalem, widnieje płaskorzeźba przedstawiająca scenę Ukrzyżowania z Dziewicą Maryją i św. Janem Ewangelistą, zwieńczoną gotyckim łukiem i flankowaną przez postacie świętych, umieszczonych w iglicowych niszach.

Dekoracje fasady
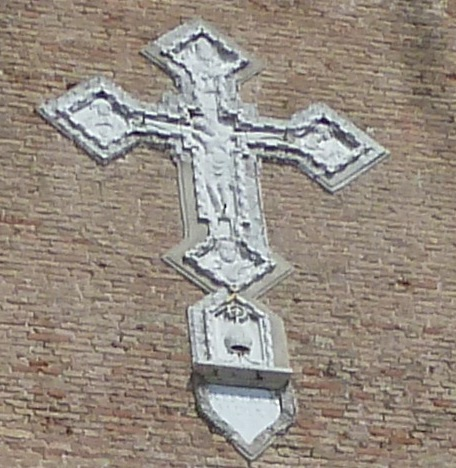
Krucyfiks
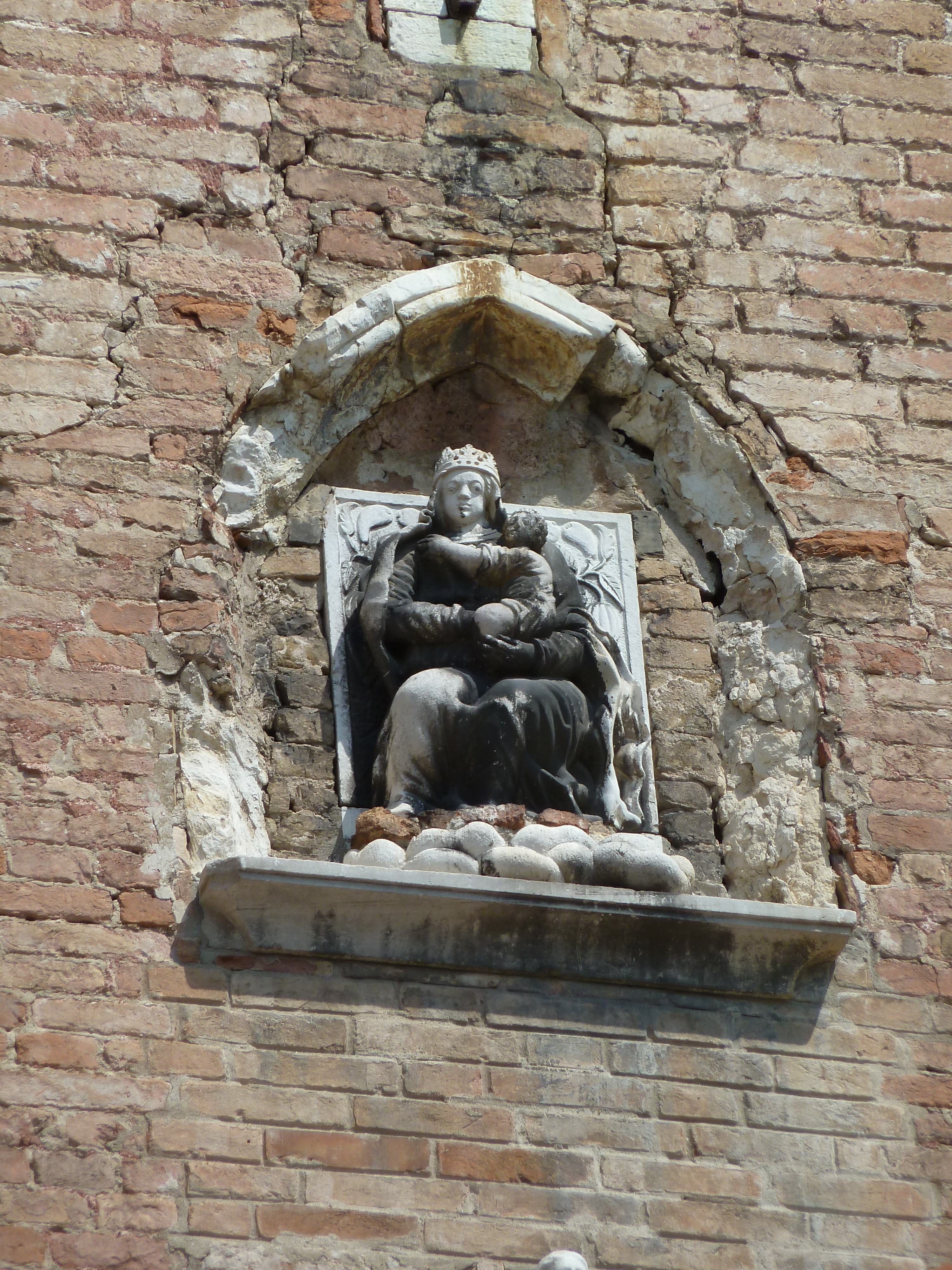
Madonna z Dzieciątkiem na Tronie
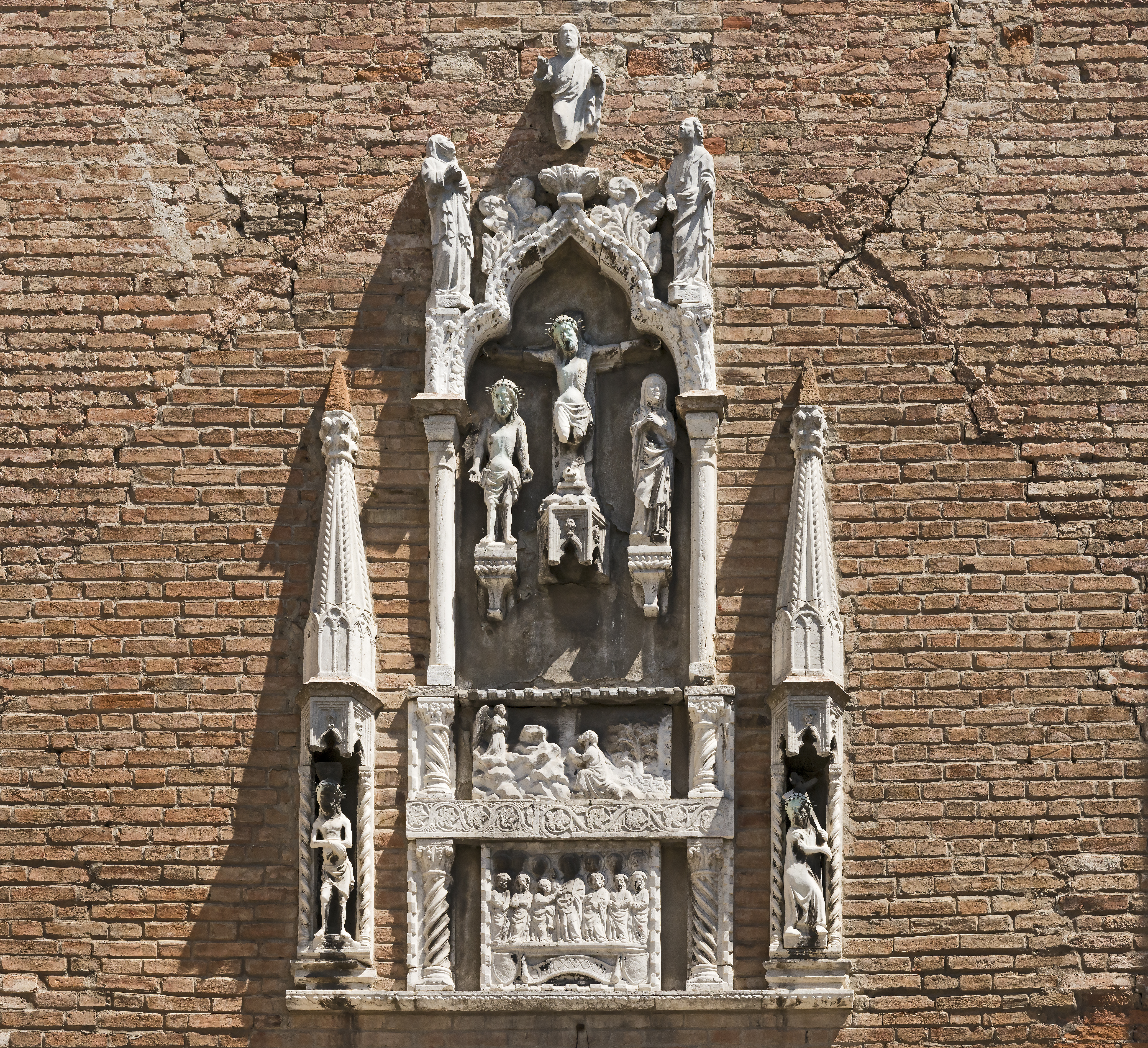
Ukrzyżowanie z Dziewicą Maryją i św. Janem Ewangelistą

### Apsyda
Ściana apsydialna, zwrócona w stronę podziemnego kanału, jest zwieńczona trójkątnym szczytem i przepruta oknami termalnymi i prostokątnymi.

### Kampanila
Wolno stojąca, wysoka na 50 m wenecko-bizantyńska kampanila, z zestawem dzwonów uruchamianych ręcznie, została wzniesiona na przełomie XII i XIII wieku. Podczas restauracji w 1407 roku dodano do niej ośmioboczny bęben. Podstawę kampanili zdobią płaskorzeźby z XI wieku. Wśród nich znajdowało się jedno z najstarszych na terenie Wenecji przedstawień Lwa Świętego Marka (obecnie w Museo Correr).

## Wnętrze
Jednonawowe wnętrze, przebudowane w XIX wieku, ma ściany podzielone gzymsem na dwie części w różnych porządkach architektonicznych. W części dolnej znajdują się trzy duże prostokątne kapliczki apsydalne. Płaski, kasetonowy sufit pochodzi z XVI wieku.

## Podania związane z kościołem
Według weneckiej legendy papież Aleksander III uchodząc przed wojskami cesarza Fryderyka I Barbarossy znalazł schronienie w pobliżu kościoła, pod wejściem do Sottoportego della Madonna. O jego ówczesnych kłopotach świadczy tablica pamiątkowa obiecując wieczysty odpust zupełny każdemu, kto odmówi na tym miejscu modlitwy Pater Noster i Ave Maria.